# Cortes (Portugal)
As Cortes foi a designação dada pela Carta Constitucional portuguesa de 1826 à instituição parlamentar. Este sistema legislativo sucedeu às Cortes Portuguesas medievais. As Cortes era, uma assembleia bicameral, formada pela Câmara dos Senhores Deputados da Nação Portugueza (eleita por sufrágio) e pela Câmara dos Digníssimos Pares do Reino (nomeada pelo monarca). As Cortes detinham o poder legislativo e era o órgão máximo da estrutura política, detendo a supremacia sobre todos os outros órgãos de soberania.

## História
Em 1820, após a revolução liberal, a realização das eleições para as cortes constituintes e a aprovação da Constituição portuguesa de 1822, inicia-se o período histórico denominado de Monarquia Constitucional, que mantinha o poder real, paralelamente com uma organização do poder político, assente numa Constituição, que defendia os princípios liberais da soberania nacional, da representação política plena e da separação e independência dos poderes legislativo, executivo e judicial. O monarca era o “Chefe de Estado”, nomeando o Presidente do Conselho de Ministros para chefe do governo. O poder legislativo pertencia às Cortes. O rei tinha o poder moderador, se bem que também de “direção formal de todos os negócios do Reino”, como se pode verificar nos discursos proferidos na abertura das Cortes em cada legislatura – “o discurso do trono”. Tinha ainda o poder da sancionar as leis aprovadas pelas cortes e o poder de veto. A Monarquia Constitucional durou até 1910 e promulgou mais 2 textos constitucionais: a Carta Constitucional outorgada por D. Pedro em 1826, cuja aprovação não passou pelas Cortes e que instituiu a existência de uma Câmara dos Pares do Reino, a par com a Câmara dos Deputados; e a Constituição de 1838 que alterou a Câmara dos Pares para Câmara dos Senadores. Em 1842 retornou-se à vigência da Carta Constitucional até à implantação da República.